# Alexandra Natschewa
Alexandra Natschewa (bulgarisch Александра Начева; * 20. August 2001 in Plowdiw) ist eine bulgarische Leichtathletin, die sich auf den Dreisprung spezialisiert hat.

## Sportliche Laufbahn
Erste internationale Erfahrungen sammelte Alexandra Natschewa bei den U18-Weltmeisterschaften 2017 in Nairobi, bei denen sie mit 13,54 m die Silbermedaille gewann. Anschließend wurde sie bei den U20-Europameisterschaften in Grosseto mit einer Weite von 13,64 m Vierte. 2018 gewann sie bei den U18-Europameisterschaften in Győr in einem hochklassigen Wettkampf mit 13,88 m die Silbermedaille hinter der Spanierin María Vicente. Anschließend siegte sie mit 14,18 m bei den U20-Weltmeisterschaften in Tampere und qualifizierte sich damit für die Europameisterschaften in Berlin, bei denen sie aber mit 13,39 m in der ersten Runde ausschied. Im Oktober siegte sie bei den Olympischen Jugendspielen in Buenos Aires mit Sprüngen auf 13,76 m und 13,86 m. 2019 konnte sie sich bei den Halleneuropameisterschaften mit 12,98 m aber nicht für das Finale qualifizieren und schied in der Vorrunde aus. Anschließend gewann sie bei den U20-Europameisterschaften im schwedischen Borås teil und gewann dort mit 13,81 m die Silbermedaille. Sie qualifizierte sich auf für die Weltmeisterschaften in Doha, erreichte dort mit 13,05 m aber nicht das Finale. 2020 gewann sie bei den U20-Balkan-Hallenmeisterschaften in Istanbul mit 13,10 m die Silbermedaille.
2022 belegte sie bei den Balkan-Meisterschaften in Craiova mit 13,47 m den siebten Platz und anschließend gelangte sie bei den Europameisterschaften in München mit 13,33 m auf Rang elf. Im Jahr darauf verpasste sie bei den Halleneuropameisterschaften in Istanbul mit 13,26 m den Finaleinzug. Im Juni wurde sie bei der 2. Liga der Team-Europameisterschaft im Zuge der Europaspiele in Chorzów mit 13,67 m Dritte. Anschließend belegte sie bei den U23-Europameisterschaften in Espoo mit 13,40 m den fünften Platz und schied im Weitsprung mit 5,69 m in der Vorrunde aus. 2024 gewann sie bei den Balkan-Meisterschaften in Izmir mit 14,23 m die Silbermedaille im Dreisprung hinter der Türkin Tuğba Danışmaz. Kurz darauf belegte sie bei den Europameisterschaften in Rom mit 14,35 m den vierten Platz.
2023 wurde Natschewa bulgarische Meisterin im Dreisprung im Freien und in der Halle.

## Persönliche Bestleistungen
- Weitsprung: 6,32 m (−0,8 m/s), 24. August 2019 in Plowdiw
- Dreisprung: 14,35 m (−0,9 m/s), 9. Juni 2024 in Rom